# Air Independence
Air Independence ist eine deutsche Fluggesellschaft mit Sitz in Weßling und Basis auf dem Sonderflughafen Oberpfaffenhofen.

## Unternehmen
Air Independence betreibt weltweite Charterflüge und unterhält aktuell ein deutsches Luftverkehrsbetreiberzeugnis.
Neben Bedarfscharterflügen bietet das Unternehmen Flugzeug-Management, Wartungskoordination sowie die Beratung beim Kauf und Verkauf von Luftfahrzeugen an.

## Flotte

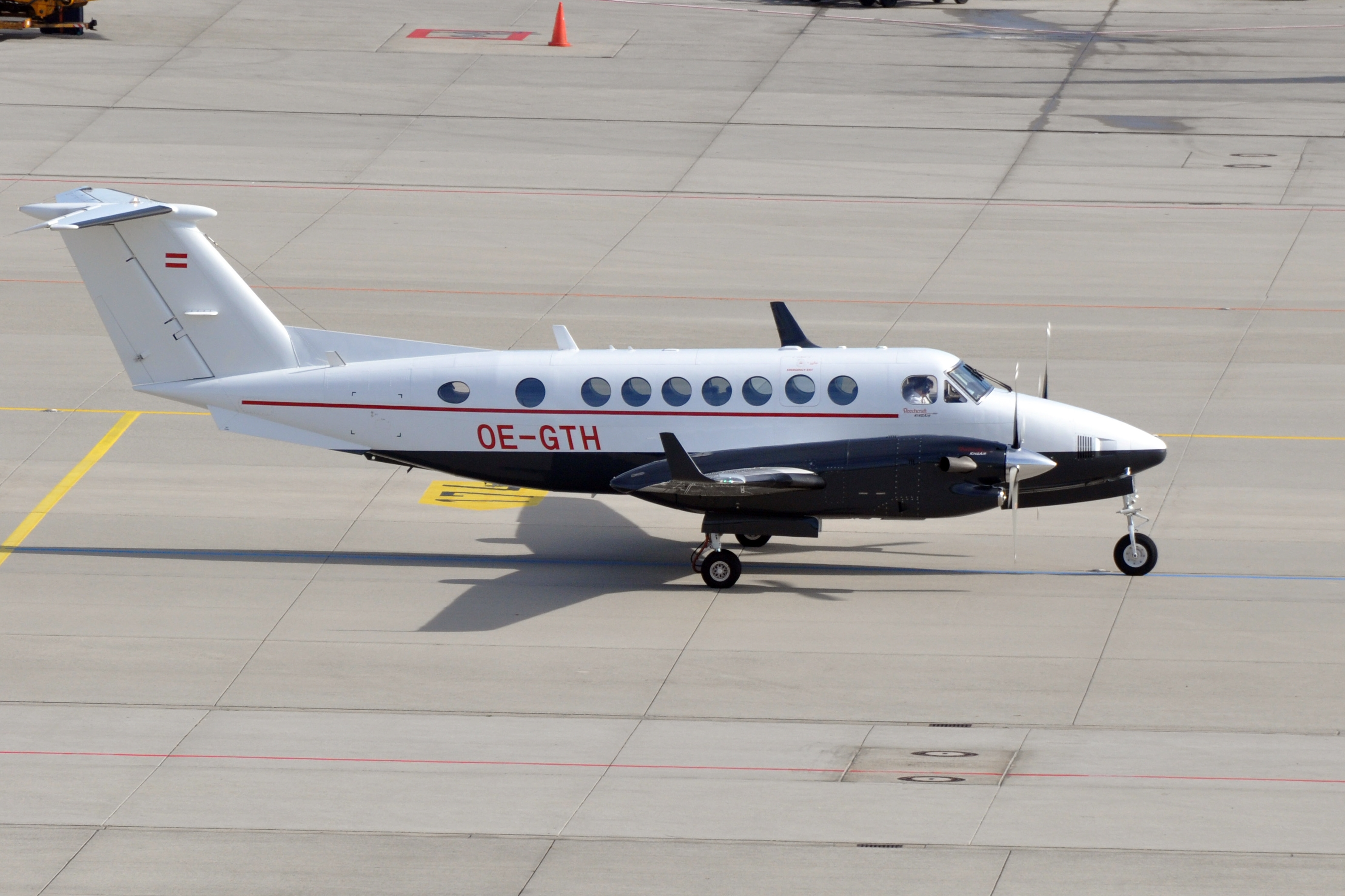
Ehemalige Beechcraft King Air B350i der Air Independence

Mit Stand August 2023 besteht die Flotte der Air Independence aus sieben Geschäftsreiseflugzeugen:
| Flugzeugtyp               | Anzahl | bestellt | Luftfahrzeugkennzeichen     | Anmerkungen | Sitzplätze |
| ------------------------- | ------ | -------- | --------------------------- | ----------- | ---------- |
| Bombardier Challenger 604 | 4      |          | D-AAAX D-AAAY D-ATMJ OE-ITH |             | 10         |
| Bombardier Challenger 650 | 1      |          | D-AWBF                      |             | 12         |
| Pilatus PC-12 NG          | 2      |          | D-FORH D-FCYW               |             | 9          |
| Gesamt                    | 7      | –        |                             |             |            |